# Chapayevsk
Chapayevsk (tiếng Nga: Чапаевск) là một thành phố Nga. Thành phố này thuộc chủ thể Samara Oblast. Thành phố có dân số 73.912 người (theo điều tra dân số năm 2002). Đây là thành phố lớn thứ 211 của Nga theo dân số năm 2002. Dân số qua các thời kỳ: